# エドゥアール・デュビュフ

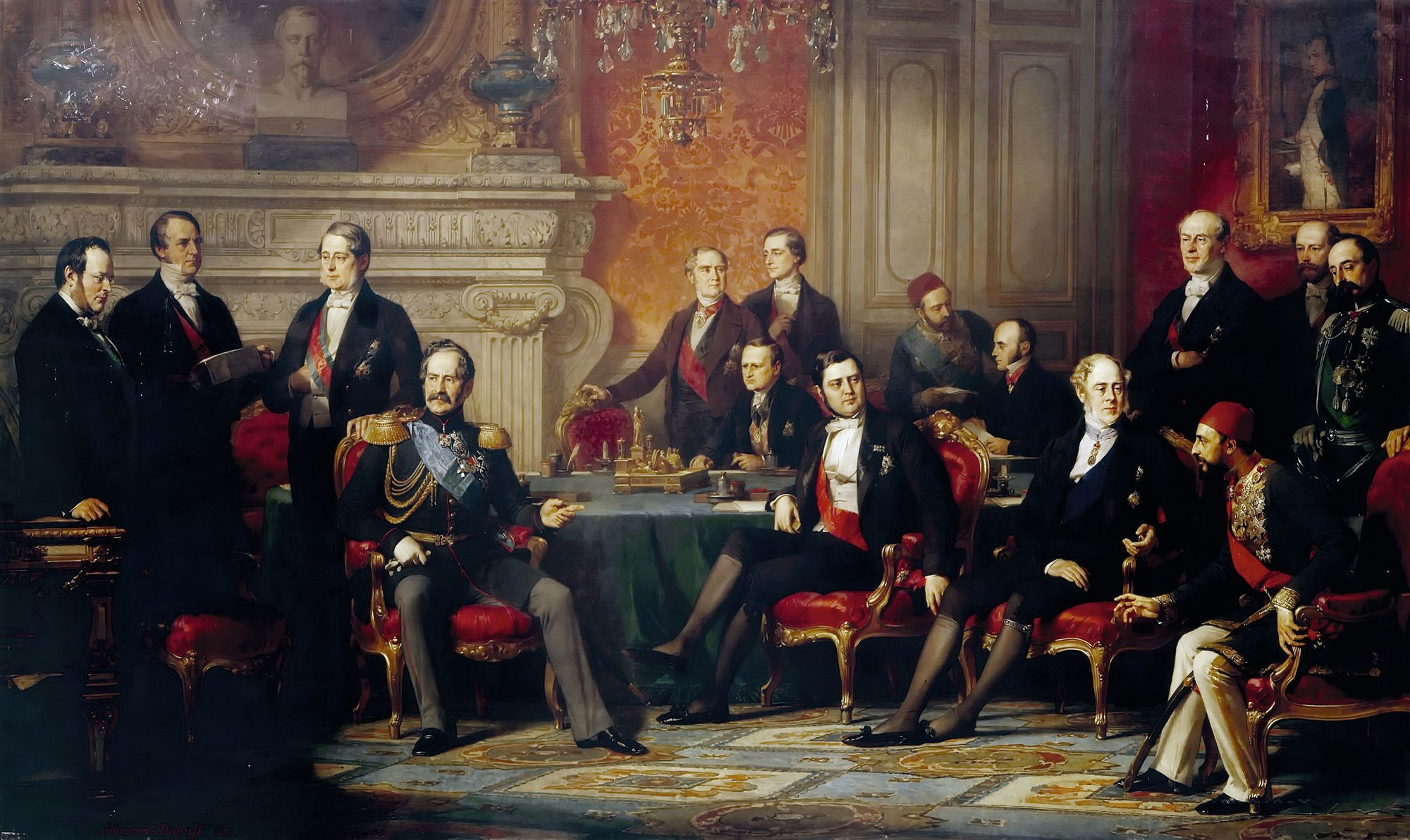
デュビュフ作「パリ会議の各国代表」

エドゥアール・デュビュフ（Édouard-Louis Dubufe、1819年3月31日 - 1883年8月11日）はフランスの画家である。人気のある肖像画家となった。

## 略歴
パリで肖像画家のクロード＝マリー・デュビュフ(Claude-Marie Dubufe: 1789-1864) の息子に生まれた。父親から絵を学んだ後、1834年からパリ国立高等美術学校に入学し、ポール・ドラローシュに学んだ。1839年にはパリのサロンで3等のメダルを受賞した。1845年ころまでは歴史画や宗教画を出展したが、画家として成功は得られなかった。1842年にピアニスト、作曲家のピエール・ジメルマンの娘で、彫金家のジュリエット・ジメルマン(Juliette Zimmermann: 1819-1855)と結婚した。後に妻の妹は作曲家のシャルル・グノーと結婚し、ドゥブフとグノーは生涯の友人となった。
1848年のフランス革命の年から1852年までイギリスに滞在し、イギリスの肖像画のスタイルを吸収した。1850年ころから肖像画に転じた。1852年にイタリアも訪れた後、フランスに帰国した。1852年にフランス第二帝政が成立すると、フランツ・ヴィンターハルターと並んで、人気のある肖像画家になり、1853年にナポレオン3世の皇后、ウジェニー・ド・モンティジョの肖像画を描くなど、貴族の女性や上級軍人の肖像画を描いた。同じころパリの展覧会で知り合った画家のローザ・ボヌールやオーギュスト・ボヌール、作家のアレクサンドル・デュマ・フィスなどの肖像画も描いている。
1857年にナポレオン3世の注文で、クリミア戦争のパリ講和会議の各国の参加者を描いた幅5m、高さ3mの大作を制作した.。
レジオンドヌール勲章（オフィシエ）を受勲した。
息子のギョーム・デュビュフ(Guillaume Édouard Marie Dubufe: 1853-1909)も画家になった。

## 作品

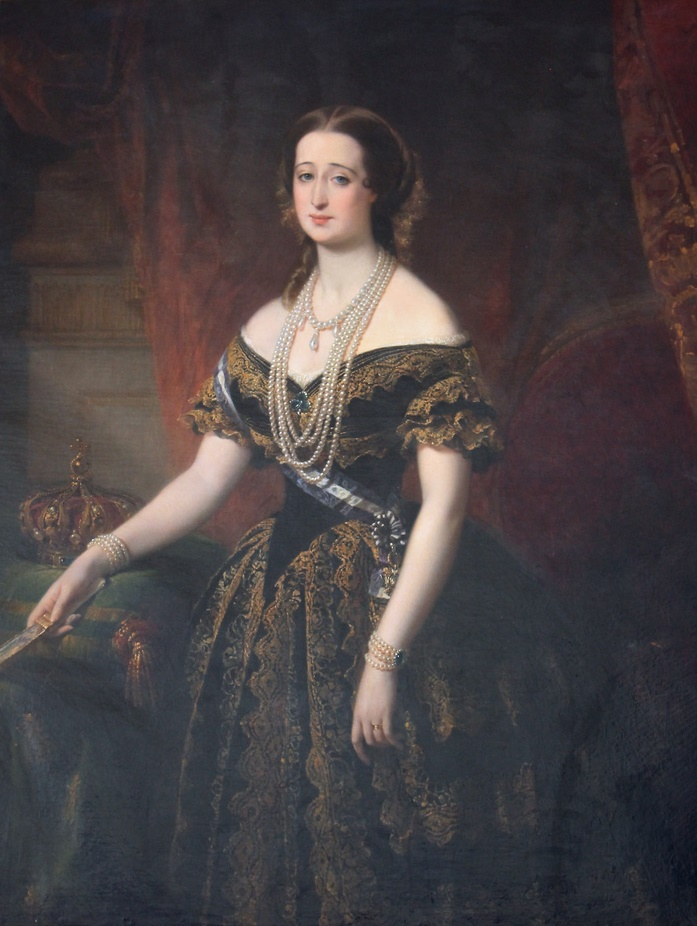
皇后、ウジェニー・ド・モンティジョ
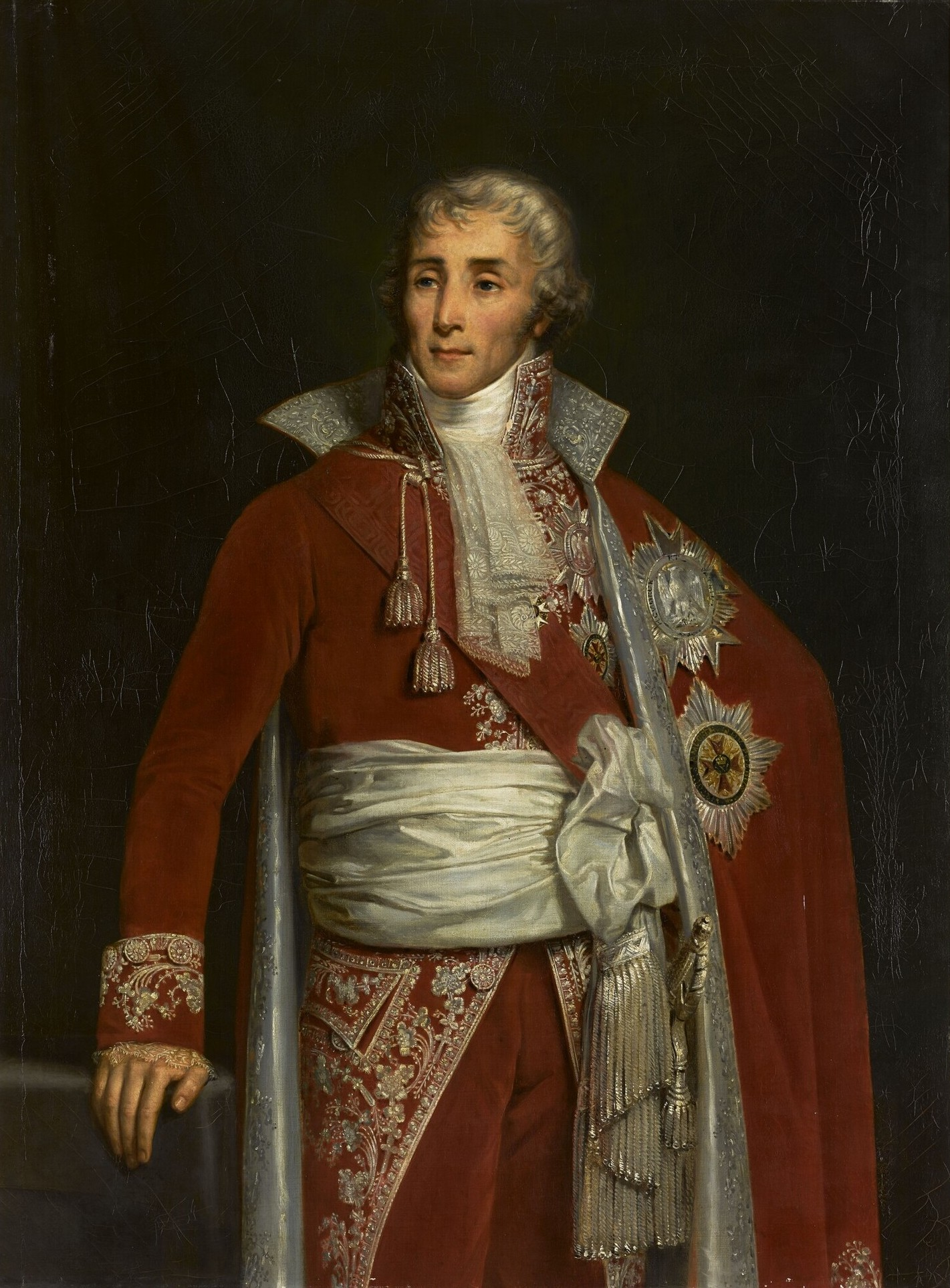
ジョゼフ・フーシェ-政治家
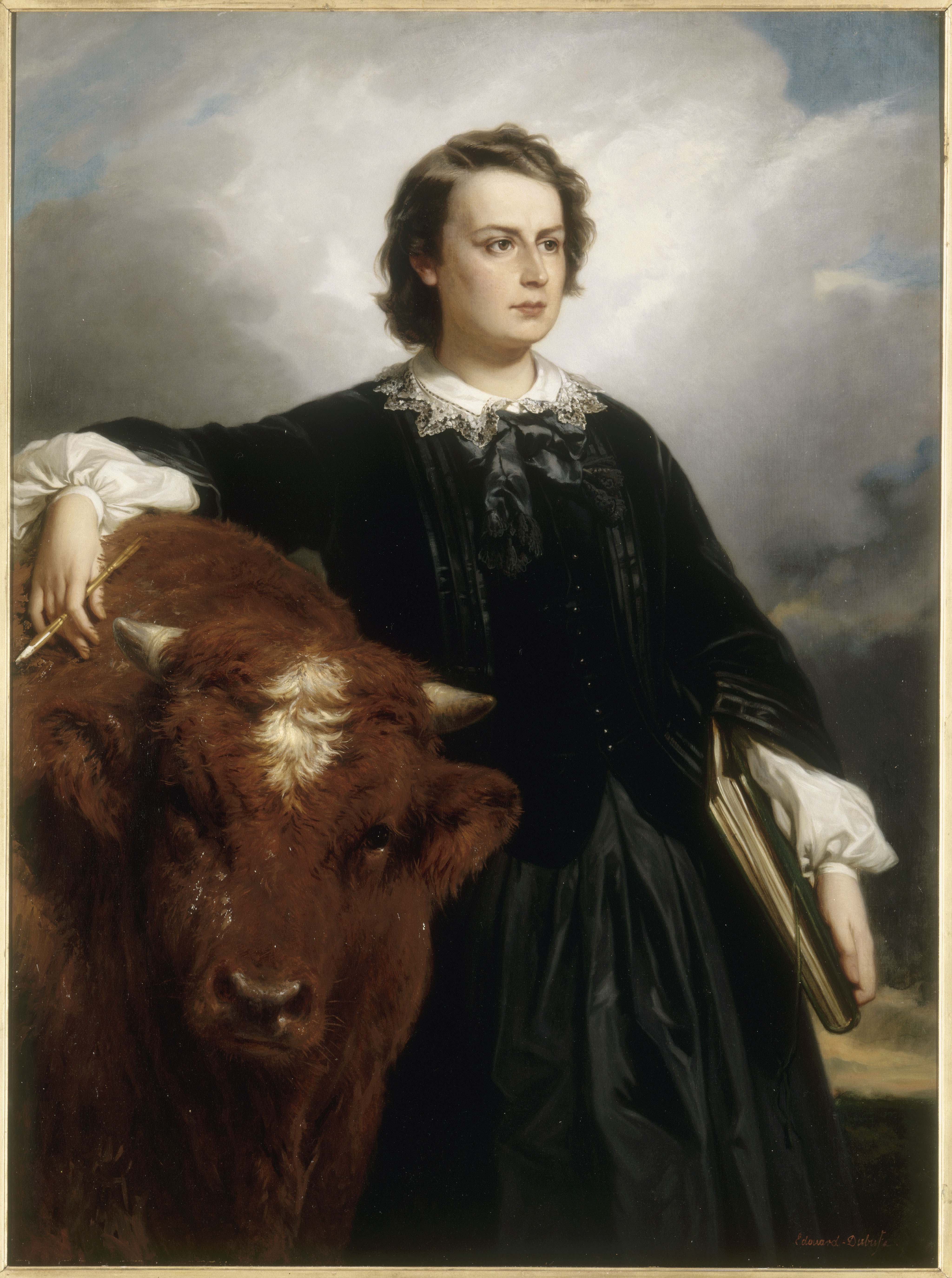
動物画家、ローザ・ボヌール
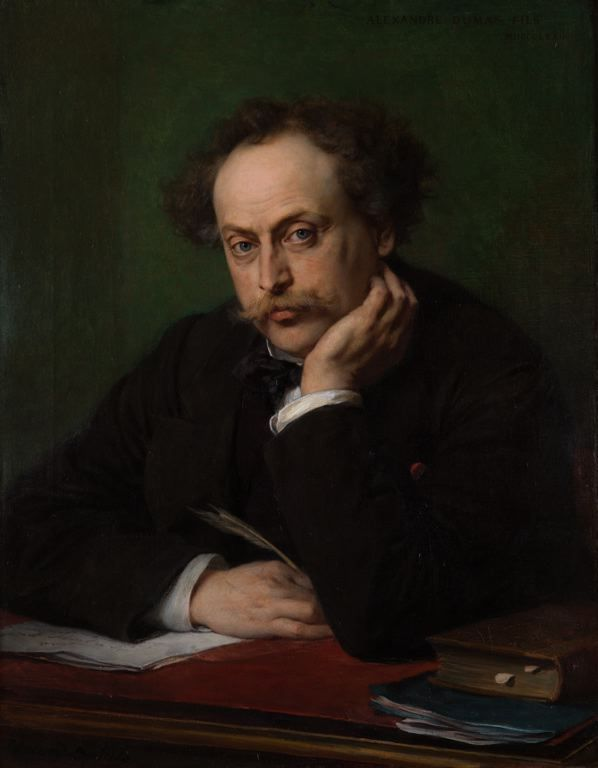
作家、アレクサンドル・デュマ・フィス